# Sowar

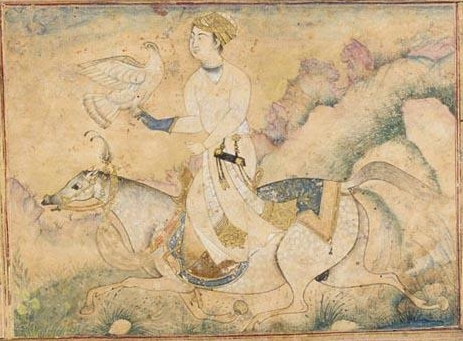
Un sowar mogol dirigiéndose a Surat, después de la derrota frente a los marathas en la Batalla de Surat.

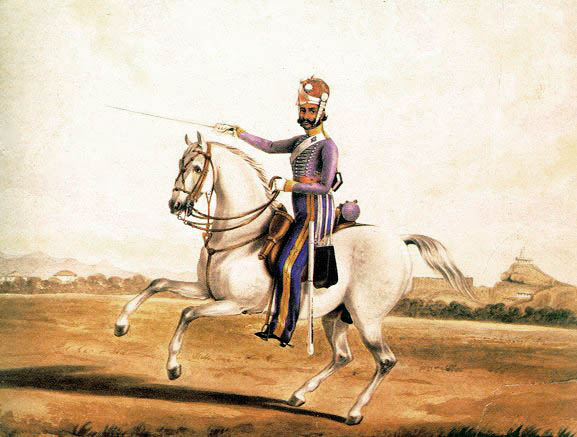
Un sowar del 6.º de Caballería Ligera de Madrás, sirviendo a la Compañía Británica de las Indias Orientales, circa 1845.

Un sowar o siwar (en hindi: सवार: , ਸਵਾਰ, significando "el que cabalga" o "jinete", del persa sawār), fue originalmente un rango durante el periodo de los imperios Mogol y Maratha. Tiene el mismo origen etimológico que el término turco suvari.
Más tarde, durante el Raj británico fue el nombre usado por los ingleses para designar a las tropas de caballería de los ejércitos nativos de la India británica y los estados feudales. Fue utilizado habitualmente para especificar a tropas en función de escolta o guardia. Correspondía al rango de soldado raso de caballería, equivalente a cipayo en la infantería y ha sido mantenido como rango en los ejércitos modernos de India, Pakistán y Bangladés.